# Wasserturm (Stadtmauer Aachen)

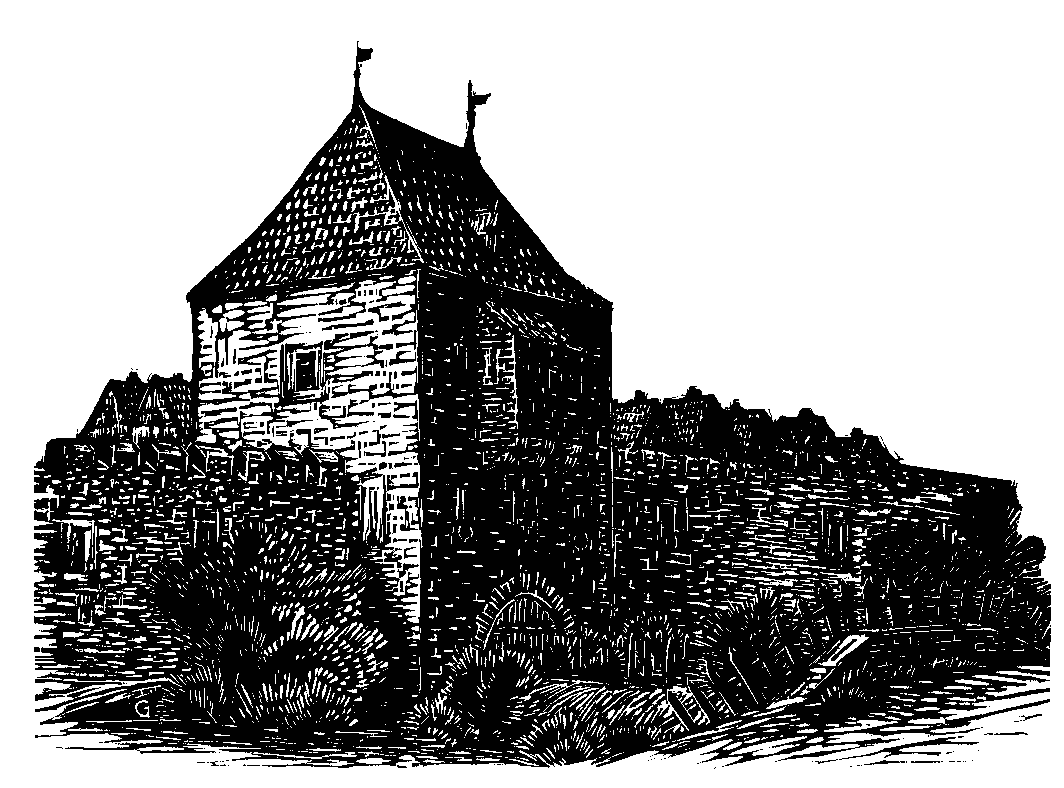
Wasserturm, Holzschnitt von Karl Josef Gollrad.

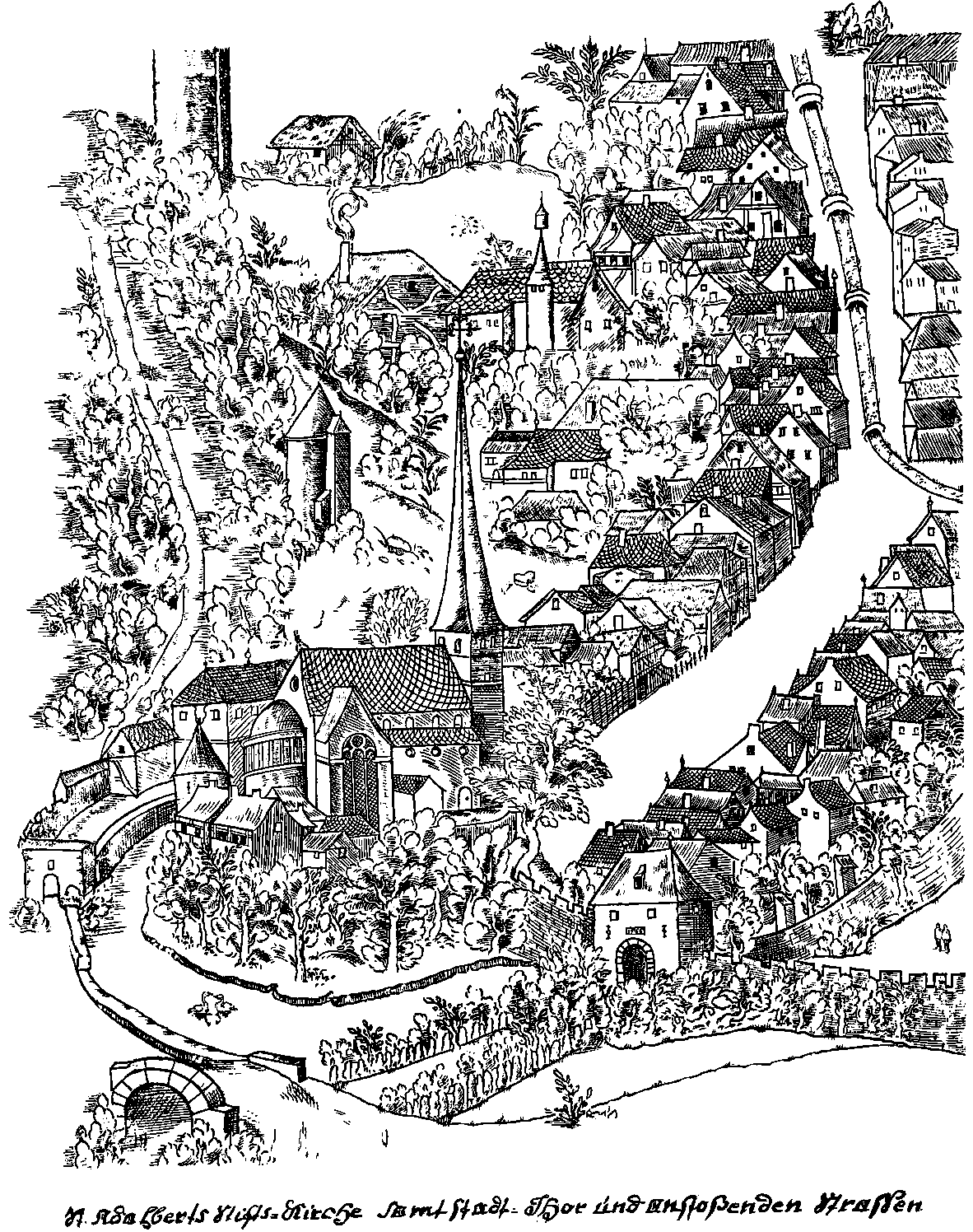
Teilansicht Aachens von 1566 mit schematischer Darstellung des Wasserturms (unten rechts)

Der Wasserturm (vereinzelt auch als Wassertor bezeichnet) war ein Wachtturm der zwischen 1257 und 1357 errichteten äußeren Stadtmauer Aachens. Er existiert heute nicht mehr.

## Lage
Der Wasserturm befand sich in der Nähe des heutigen Kaiserplatzes innerhalb der Stadtmauer zwischen dem Kölntor und dem Adalbertsturm, dem direkten Nachbarn des Adalbertstores.

## Beschreibung
Der Wasserturm diente dazu, den das Stadtgebiet verlassenden Wasserlauf von Johannisbach, Pau sowie Paunell zu überwachen und ein feindliches Eindringen auf dem Wasserweg zu verhindern. Das Gebäude befand sich auf einem vier Meter hohen und 3,5 Meter breiten Gewölbe, durch das sämtliches Wasser der drei Bäche geleitet wurde. Ein Fallgitter sicherte den Wasserweg. Vom Wachturm aus konnte diese Barriere bedient werden. Drei Schießscharten befanden sich im ersten Geschoss oberhalb des Durchflusses.
Der Zugang zum Wachturm war über den Wallgang der Stadtmauer in das zweite Geschoss des Gebäudes möglich. Ein Erker oberhalb des Wasserlaufs im zweiten Geschoss ermöglichte es durch angebrachte Bodenklappen, Eindringlinge mit Steinbrocken zu bewerfen. Zusätzlich hatten die Bewohner Aachens im direkten Nachbarbereich des Wehrturmes Palisaden entlang des Bachlaufes angebracht. Hierdurch wurde die Nutzung des Bachlaufes für Feinde zusätzlich erschwert.
Die drei Bäche bildeten im Bereich des Wasserturms entlang der Stadtmauer einen circa 150 Meter langen Teich, der im Volksmund den Namen „Pferdetränke“ trug. Dieser verbreiterte den um die Stadt verlaufenden Wassergraben und reichte bis zum Adalbertsfelsen.